# 남캅카스

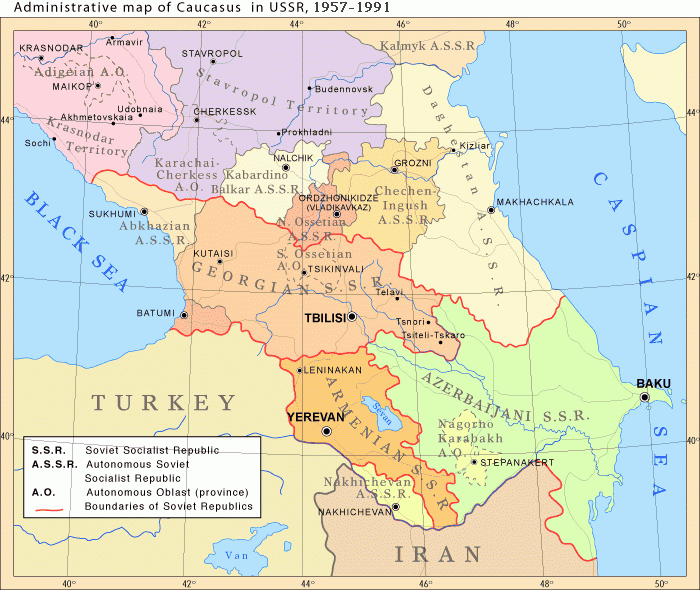
1952년-1991년 소련의 캅카스 행정지도

남캅카스(러시아어: Ю́жный Кавка́з 유즈니 캅카스[*], 문화어: 남깝까즈 / 자깝까지예) 혹은 자캅카스(러시아어: Закавка́зье 자캅카지예[*])는 캅카스에 위치한 유라시아의 일부 지역이다. 영어로는 트랜스코카시아(Transcaucasia) 또는 트랜스코카서스(Transcaucasus)라고 한다.

## 지형
그루지야(조지아) 서부의 콜키스 저지, 아제르바이잔 중동부의 쿠르아라스 저지를 제외하면, 산악 지대이다. 남부에는 말리캅카스산맥이 있다.

## 민족

남카프카스 주변의 민족 분포

각각의 국가의 주요 민족은 각각 아제르바이잔인, 아르메니아인, 조지아인이다. 그 밖에 소수민족으로서 소련 시대의 이민의 자손인 러시아인, 조지아의 압하스인, 아자르인, 오세트인, 그리스인, 아르메니아의 쿠르드인 등이 있다.

## 문화
각국의 문화는 크게 차이가 나고, 공통점은 적다. 각 나라마다 주요 언어의 계통은 다음과 같다.
- 아제르바이잔: 튀르크어족 - 아제르바이잔어
- 아르메니아: 인도유럽어족 - 아르메니아어
- 조지아: 남캅카스어족의 조지아어 (조지아 지역 이외에는 거의 분포하지 않음)

주요 종교는, 아제르바이잔은 이슬람교, 아르메니아는 기독교 아르메니아 정교회, 조지아는 기독교 조지아 정교회이다.

## 역사
- 19세기까지, 러시아 제국령이 된다.
- 1917년 러시아 혁명.

자캅카스 소비에트 연방 사회주의 공화국의 국장

- 1918년 아제르바이잔 민주 공화국, 아르메니아 민주 공화국, 조지아 민주 공화국과 핀란드와 폴란드 가 독립했다.
- 1920년 적군 (후의 소련군)이 침공, 점령.
- 1922년 자캅카스 소비에트 연방 사회주의 공화국으로서 소련에 가맹.
- 1936년 스탈린 헌법에 의해, 아제르바이잔 소비에트 사회주의 공화국, 아르메니아 소비에트 사회주의 공화국, 그루지야 소비에트 사회주의 공화국로 분할.
- 1991년 소비에트 사회주의 공화국 연방 붕괴 - 아제르바이잔 공화국, 아르메니아 공화국, 조지아 공화국이 독립하고 나고르노카라바흐 문제를 둘러싼 분쟁들이 계속됨.

## 같이 보기
- 캅카스
- 캅카스 3국
- 북캅카스